# Erythrocharax altipinnis
Erythrocharax
Espèce
Erythrocharax altipinnis, unique représentant du genre Erythrocharax, est une espèce de poissons d'eau douce téléostéens de la famille des Characidae (ordre des Characiformes).

## Répartition
Erythrocharax altipinnis est endémique de l’État du Pará au Brésil. Il se rencontre dans le rio Curuá.

## Description
Erythrocharax altipinnis peut mesurer jusqu'à 26 mm, queue non comprise.

## Classification
Le genre Erythrocharax et l'espèce Erythrocharax altipinnis ont été décrits en 2013 par les ichtyologistes brésiliens André Luiz Netto-Ferreira (d),
José Luís Olivan Birindelli (d), Leandro Melo de Sousa (d), Tatiane Casagrande Mariguela (d) et Claudio Oliveira (d),.

## Étymologie
Le nom générique, Erythrocharax, dérive du grec ancien ἐρυθρός, éruthrós, « rouge », qui fait référence au rouge vif de la nageoire adipeuse et de la nageoire caudale de cette espèce, et du suffixe charax commun à de nombreux genres de Characiformes.
Son épithète spécifique, du latin altus, « haut », et pinna, « nageoire », fait référence aux rayons allongés de la nageoire dorsale des mâles.

## Publication originale
- (en) André Luiz Netto-Ferreira, José Luís Olivan Birindelli, Leandro Melo de Sousa, Tatiane Casagrande Mariguela et Claudio Oliveira, « A new miniature characid (Ostariophysi: Characiformes: Characidae), with phylogenetic position inferred from morphological and molecular data », PLOS One, PLoS, vol. 8, no 1,‎ 2 janvier 2013, e52098 (ISSN 1932-6203, OCLC 228234657, PMID 23300963, PMCID 3534666, DOI 10.1371/JOURNAL.PONE.0052098).